# Cratogeomys merriami
Espèce
Synonymes
- Pappogeomys merriami (Thomas, 1893)

Statut de conservation UICN

 LC  : Préoccupation mineure
Cratogeomys merriami est une espèce de rongeurs de la famille des Géomyidés qui rassemble des gaufres ou rats à poche, c'est-à-dire à abajoues. C'est un petit rongeur terrestre, endémique du Mexique. 
Il a été décrit pour la première fois en 1893 par le zoologiste anglais Michael Rogers Oldfield Thomas (1858-1929), et nommée C. merriami en hommage au zoologiste américain Clinton Hart Merriam (1855-1942) qui a décrit la plupart des espèces voisines.

## Répartition et habitat

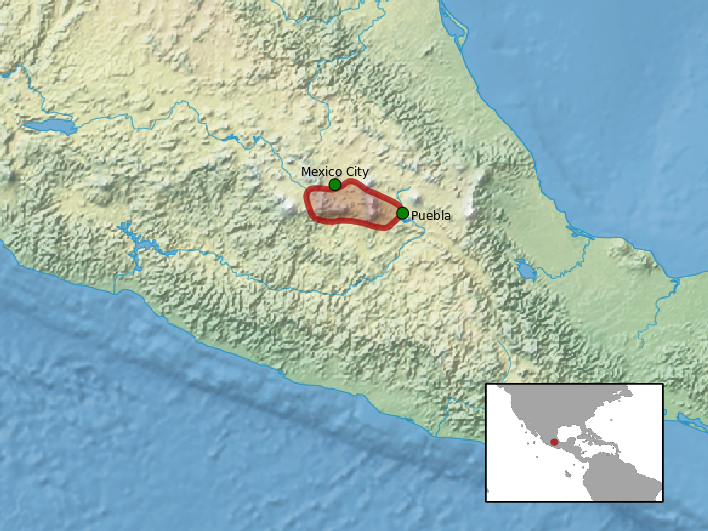
Carte de répartition de l'espèce au Mexique.

Cette espèce est endémique du Mexique. On la trouve dans la région de Mexico, à une altitude située entre 1 800 m et 4 000 m. Elle vit dans les prairies et dans les forêts tempérées de pins et chênes.

## Liste des sous-espèces
Selon Mammal Species of the World (version 3, 2005)  (5 nov. 2012) :
- sous-espèce Cratogeomys merriami estor
- sous-espèce Cratogeomys merriami fulvescens
- sous-espèce Cratogeomys merriami irolonis
- sous-espèce Cratogeomys merriami merriami
- sous-espèce Cratogeomys merriami peraltus
- sous-espèce Cratogeomys merriami perotensis
- sous-espèce Cratogeomys merriami saccharalis